# Hans Zikeli
Hans Zikeli (3 oktober 1910 – 6 februari 1999) was een Roemeens handballer van Duitse afkomst.
Op de Olympische Spelen van 1936 in Berlijn eindigde hij op de vijfde plaats met Roemenië. Zikeli speelde twee wedstrijden.
Dragan Comanescu · Péter Facsi · Carol Haffer · Ludovic Haffer · Fritz Halmen · Willi Heidel · Hans Hermannstädter · Hans Georg Herzog · Alfred Höchsmann · Bruno Holzträger · Fritz Kasemiresch · Willi Kirschner · Stippi Orendi · Günther Schorsten · Oki Sonntag · Robert Speck · Willi Zaharias · Hans Zikeli · Ștefan Zoller
- International Standard Name Identifier: 0000 0000 8392 0419
- Library of Congress Control Number: n93008224
- Virtual International Authority File: 69595770
- WorldCat: E39PBJbM74Pp4mbrGv3gtRy8G3